# Nobody Knows the Trouble I’ve Seen

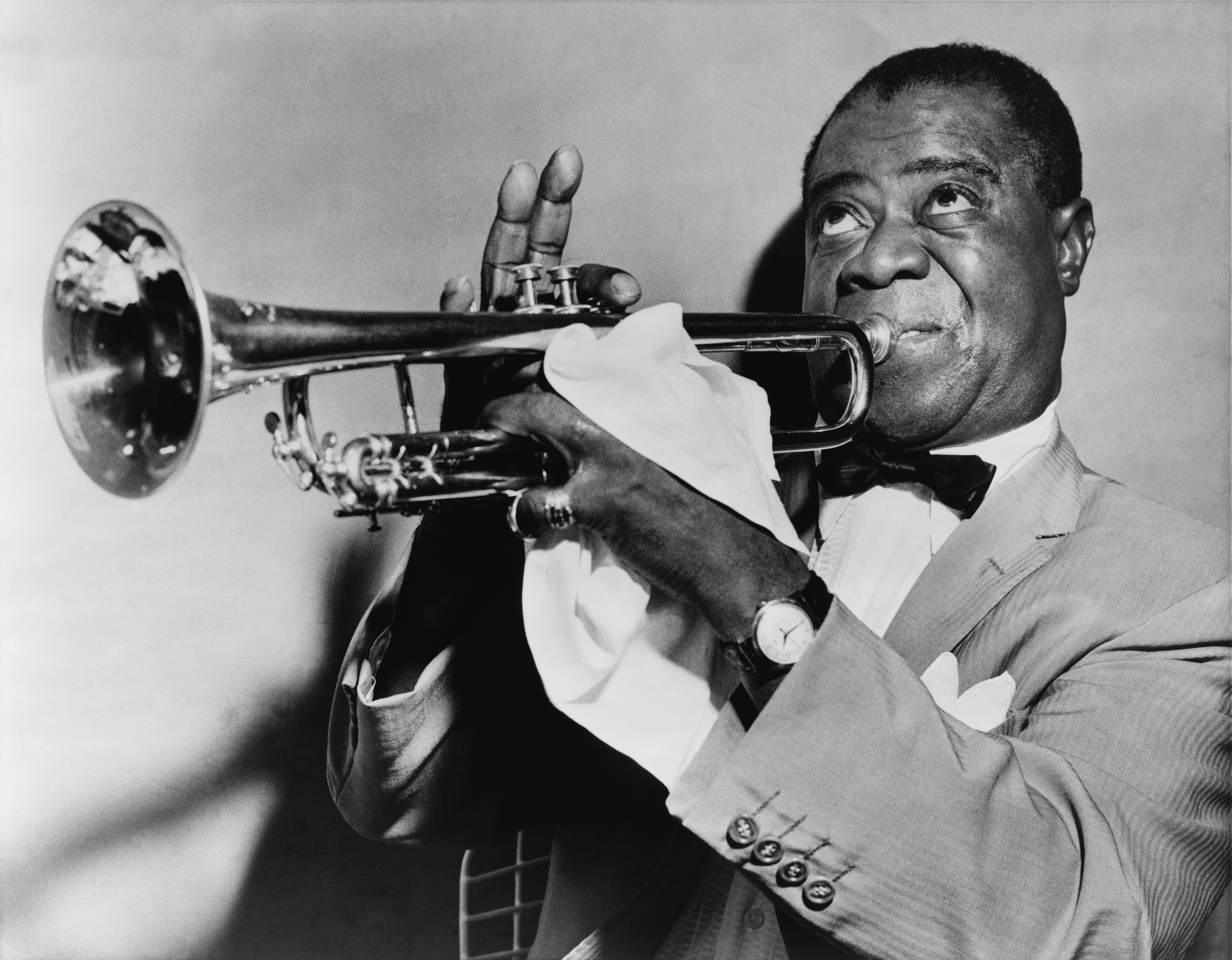
Луи Армстронг записал кавер-версию этой песни

«Nobody Knows the Trouble I’ve Seen» (рус. Никто не знает бед моих) — духовная афроамериканская песня. Песня хорошо известна, записано большое количество кавер-версий такими исполнителями, как Мариан Андерсон, Лина Хорн, Луи Армстронг и др. Первой удачной записью Андерсон стала версия этой песни, выпущенная под лейблом Victor в 1925. Хорн записала свою версию песни в 1946. Группа Deep River Boys (англ.) записала другую версию в Осло 29 августа 1958. Она была выпущена в мини-альбоме Negro Spirituals Vol. 1 (HMV 7EGN 27). Песня была аранжирована Гарри Дугласом (англ. Harry Douglas).

## Традиционный текст песни
Nobody knows the trouble I’ve seen
Nobody knows but Jesus
Nobody knows the trouble I’ve seen
Glory hallelujah!
Sometimes I’m up, sometimes I’m down
Oh, yes, Lord
Sometimes I’m almost to the ground
Oh, yes, Lord
Although you see me going ’long so
Oh, yes, Lord
I have my trials here below
Oh, yes, Lord
If you get there before I do
Oh, yes, Lord
Tell all-a my friends I’m coming to Heaven!
Oh, yes, Lord

## Вариации
- Впервые песня появилась под названием «Nobody Knows The Trouble I’ve Had» в сборнике Slave Songs of the United States с дополнительными куплетами. Современный вариант[3][4].
- Ансамбль Jubilee Singers исполнил песню с тем же припевом, но отличными музыкой и куплетами под названием «Nobody Knows the Trouble I See».
- Вторая строка («Nobody knows my sorrow») либо четвёртая в некоторых вариациях заменяется на «Nobody knows but Jesus».

## Классические вариации
В конце XIX века афроамериканская музыка начала проявляться в классических музыкальных формах в аранжировках таких композиторов, как Сэмюэл Коулридж-Тэйлор (англ. Samuel Coleridge-Taylor), Гарри Бёрли (англ. Henry Thacker Burleigh) и Джеймс Розамонд Джонсон (англ. James Rosamond Johnson). Джонсон сделал аранжировку «Nobody Knows the Trouble I See» для голоса и фортепиано в 1917, когда он был направлен в специальную музыкальную школу в Нью-Йорке (англ. Music School Settlement for Colored People).
Американская скрипачка Мод Пауэлл (англ. Maud Powell) была первой сольной исполнительницей духовной афроамериканской музыки не афроамериканского происхождения, на своих концертных выступлениях она также давала свои интерпретации фрагментов классических и современных произведений таких композиторов, как Дворжак и Сибелиус. В 1919 Дж. Джонсон выполнил аранжировку «Nobody Knows the Trouble I See» для фортепиано и скрипки после того, как Пауэлл предложила ему эту идею. Пауэлл должна была исполнить её в рамках организованной ею осенней программы, и затем в ноябре умерла. Недавние интерпретации классической версии этой песни были выполнены чикагской скрипачкой Рэйчел Бартон Пайн, которая работает над творческим наследием Пауэлл.

## Упоминания в культуре
- В 12-й серии 4-го сезона телесериала «Теория Большого взрыва» Шелдон Купер исполняет фрагмент песни «Nobody Knows the Trouble I’ve Seen» на терменвоксе.
- Начало песни используется в качестве открывающей цитаты в 19-й серии 3-го сезона телесериала «Гримм».
- Джазовые импровизации на тему песни звучат в фильме «Остров погибших кораблей» (1987) в исполнении Ларисы Долиной.
- В мультфильме «Король лев» персонаж Зазу исполняет первые две строчки песни.
- В фильме «Полицейская академия 4: Граждане в дозоре» (1987) после попадания за решётку персонаж Проктор исполняет первые две строчки песни.
- В сериале Лило и Стич во втором сезоне 7 серии эксперимент 625, сидя в тюрьме, исполняет начало мелодии на граблях.
- В кинопародии «Космические яйца» (1987) принцесса Веспа исполняет первые строки песни, сидя в заточении на корабле Космобол 1.
- В сериале «Расследования Мердока» в 10 серии 7 сезона 10 песню исполняет группа Jubilee Singers.
- В сериале "Альф", сезон 3, 19 серия " Суеверие ", исполняет Альф.
- В сериале "Доктор Кто" (классический), сезон 4, серия "Зло далеков", эпизод 1, исполняется группой "The Seekers" из музыкального автомата.